# افبه سوبرگون
افبه سوبرگون یک منطقهٔ مسکونی در اریتره است که در منطقه دریای سرخ شمالی واقع شده‌است.